# Lacistophanes
Lacistophanes là một chi bướm đêm thuộc họ Geometridae.